# Teixeira e Teixeiró
Teixeira e Teixeiró (oficialmente: União das Freguesias de Teixeira e Teixeiró) é uma freguesia portuguesa do município de Baião, com 26,1 km² de área e 723 habitantes (censo de 2021). A sua densidade populacional é 27,7 hab./km².

## História
Foi constituída em 2013, no âmbito de uma reforma administrativa nacional, pela agregação das antigas freguesias de Teixeira e Teixeiró e tem sede em Teixeira.

## Demografia
A população registada nos censos foi:
| Distribuição da População por Grupos Etários | Distribuição da População por Grupos Etários | Distribuição da População por Grupos Etários | Distribuição da População por Grupos Etários | Distribuição da População por Grupos Etários | Distribuição da População por Grupos Etários |
| -------------------------------------------- | -------------------------------------------- | -------------------------------------------- | -------------------------------------------- | -------------------------------------------- | -------------------------------------------- |
| Antes da agregação                           |                                              |                                              |                                              |                                              |                                              |
| Ano                                          | 0-14 anos                                    | 15-24 anos                                   | 25-64 anos                                   | >= 65 anos                                   | Total                                        |
| 2001                                         | 253                                          | 233                                          | 583                                          | 249                                          | 1318                                         |
| 2011                                         | 139                                          | 115                                          | 456                                          | 236                                          | 946                                          |
| Após a agregação                             |                                              |                                              |                                              |                                              |                                              |
| Ano                                          | 0-14 anos                                    | 15-24 anos                                   | 25-64 anos                                   | >= 65 anos                                   | Total                                        |
| 2021                                         | 70                                           | 74                                           | 360                                          | 219                                          | 723                                          |